# Fonematikus helyesírás
A fonematikus helyesírás, más néven fonémikus vagy hangjelölő írásmód azt jelenti, hogy a szöveget úgy írjuk le, ahogy kimondjuk, más szóval olyan írásrendszer, amely minden fonémára egy betűt vagy betűkapcsolatot alkalmaz, és mindegyik betű vagy betűkapcsolat egy adott fonémát jelöl (AkH.12 2. c)). Ezen írásmód előnye a biztos olvasat és a viszonylag kevés szükséges jel. Ez az írástípus Föníciában jött létre; a főbb hangjelölő írások közé tartozik a latin írás és némelyik származéka, a cirill ábécé, a görög ábécé, valamint az arab ábécé.
A magyar helyesírás tárgyalásakor a kiejtés szerinti írásmód szűkebb értelemben azt jelöli, hogy az egyes elemek írott alakját köznyelvi kiejtésük szabja meg (AkH.12 18.), ilyen értelemben a négy alapelv egyike (AkH.12 17.).

## Hatálya
A kiejtés szerinti írásmód körébe soroljuk azokat az eseteket, amikor az írás híven követi a kiejtett alakot.
1. A magyar tőszavak túlnyomó részénél:
  - ajtó, ablak, könyv, kér, zöld stb.
2. Nem latin írású nyelvekből átírt közszavaknál és tulajdonneveknél következetesen érvényesül, például Moszkva, Peking, Tokió, Tel-Aviv (AkH. 207–210.)

A hagyományos írásmód ellenében érvényesül az alábbiaknál:
1. Számos jövevényszónál (közszavaknál és tulajdonnevekben), melyeket latin írású nyelvekből vettünk át:
  - akvárium, Párizs (nem "aquarium", "Paris") (AkH.11 203., AkH.11 205.)

Ahol az eredeti alak ma már nem levezethető mértékben módosult, csak nyelvtörténeti úton vezethető le, ott a helyesírás a ragok módosult alakjait is jelöli a szóelemző írásmód ellenében:
1. Az igeragok és -jelek körében:
  - ásson (nem "ásjon"), isszuk (nem "iszjuk"), nézzük (nem "nézjük)", lopóddzon (nem "lopódzjon")
2. A -val/-vel, -vá/vé főnévi ragok hasonult alakjainál:
  - kővé, de kenyérré (nem "kenyérvé")
3. A múlt idő jelénél és a többes szám jelénél:
  - ment, de tanított (nem "tanítt")
  - emberek, falak, körök (nem "emberk", "falk", "körk" a hajók mintájára)

Megjegyzés: Érdemes összevetni ezeket például az angol nyelv helyesírásával, ahol a morfémáknak (például főneveknél a többes szám jelének vagy igéknél az egyes szám harmadik személy vagy a múlt idő jelének) szinte mindig azonos a jele, a kiejtett változat különbségeitől függetlenül.
4. A magyar nyelv története során módosult alakoknál:
  - jöjjenek (nem "jönjenek"), higgyen (nem "hiszjen")
  - egyes elhomályosult képzett alakokban, például kesztyű (< kéz + tyű, nem "kéztyű"), lélegzik (< lélek, nem "lélekzik")
  - aggat, faggat, lyuggat, luggat, szaggat (< ak-, fak-, lyuk-, luk-, szak-, nem "akgat" stb.)
  - ront, önt (vö. romlik, ömlik, nem "romt", "ömt")
  - bólingat, kacsingat, rángat, tekinget (< bólint, kacsint, ránt, tekint, de vö. ébresztget, élesztget)
  - botránkozik (< botrány), csitít (< csitt!), eddegél, iddogál (< eszik, iszik), hanyatlik (< hanyatt), motoszkál (< motoz), szabadkozik (< szab, de vö. csal ~ csalatkozik), szitkozódik (< szid)

## Ahol csak részben érvényesül
Egyes esetekben a kiejtés szerinti írásmódot csak részben (csak egyes betűknél vagy csak a szavak bizonyos körénél) alkalmazzuk:
- Ezek közé tartoznak egyes jövevényszavak, amelyekben az eredeti írásmód egyes elemeit megőrizzük (például bonbon, futball, millió, nem pedig *bombon, *fudbal, *milió, AkH.11 203.).

Az x, a w és a ch betűket az alábbi szabályok szerint őrizzük meg eredeti írásuk szerint, illetve írjuk át a kiejtés szerint (l. AkH.11 204., AkH.11 209.):
- Az x-et többnyire megőrizzük, ha [ksz]-nek ejtjük, például taxi, fix, Mexikó, de előfordulnak kivételek, például boksz.
  - Az eredetileg k és sz egymás melletti helyzetéből adódó ksz azonban következetesen megmarad, például gikszer, dakszli, fukszia.
- A ch-t akkor őrizzük meg, ha [h]-ként ejtjük, például jacht, mechanikus, technika.
- Sokszor a w-t is megőrizzük, például watt, whisky, walkman, ugyanakkor viszont például volfrám.
- Görög szavak átírásában (noha mint nem latin írású nyelvnél alapvetően a kiejtés szerinti átírást használjuk) megtartjuk a ph, a th és kh betűkapcsolatokat, de ezeket magyarul [f]-nek, [t]-nek, illetve [k]-nak ejtjük, például Szophoklész, Théba (ógörögül Thébai), khitón (AkH.11 219.).

## Ahol nem érvényesül
A kiejtés szerinti írásmódot felülbírálhatja a hagyományos írásmód vagy a szóelemző írásmód – ezek érvényesülését l. a hivatkozott cikkekben.

## A kiejtés és az írásmód
Az idegen eredetű szavak kiejtéséhez tehát tudni kell, milyen írású nyelvekből származnak:
- Puskin és Ruskin nevét például eltérően ejtjük. Puskin orosz volt, az orosz nem latin írású nyelv, tehát az onnan átvett szavakat kiejtés szerint írjuk át, köztük Puskin nevét is, melynek kiejtése: [puskin]. Ruskin azonban angol volt, az angol latin írású nyelv, tehát az onnan átvett szavakat eredeti alakjukban, a hagyomány elve szerint vesszük át, kiejtése pedig kb. [rászkin].
- Ugyanígy: a Suva és a Sikoku neveket látva sem egyértelmű, melyik hogyan ejtendő. Suva a Fidzsi-szigetek fővárosa, ahol az angol a hivatalos nyelv, ezért megőrizzük a latin írásmód szerint írást, ami nem a magyar kiejtést tükrözi, s az ejtése [szuva]. Sikoku viszont Japán egyik szigete, s mivel a japán nem latin írású nyelv, az onnan átvett szavakat magyar írásmód szerint vettük át, így kiejtése is [sikoku].
- A magyarországi Nick község nevét c-vel és k-val ejtjük, szemben az angol Nick névvel, amely [nik]-nek hangzik.